# Before the Beast
Before the Beast — мікстейп американського репера Young Buck, гостом якого став DJ Whoo Kid. Є першим сольним релізом виконавця під брендом G-Unit з 2008, коли той покинув склад гурту. Мікстейп ексклюзивно видали на DatPiff, де він має срібний статус (за критеріями сайту) із 72 тис. завантажень. Реліз випустили для промоції другого  міні-альбому G-Unit The Beast Is G-Unit.

## Список пісень
| #  | Назва                                                     | Продюсер(и)              | Тривалість |
| -- | --------------------------------------------------------- | ------------------------ | ---------- |
| 1. | «Life» (з участю Tony Yayo та Kidd Kidd)                  | Bandplay                 | 4:09       |
| 2. | «Count Me Out»                                            | Bandplay                 | 3:31       |
| 3. | «Been Dat Nigga»                                          | Drumma Boy               | 2:51       |
| 4. | «Pull Up» (з участю Boosie Badazz та Cap 1)               | True Wealth з Drum Squad | 3:42       |
| 5. | «Aint Gone Fool Me» (з участю Trae tha Truth)             | Sonny Digital            | 3:38       |
| 6. | «Push»                                                    | Drumma Boy               | 2:34       |
| 7. | «Exclusive» (з участю Lloyd Banks, Yo Gotti та Lil Reese) | Doe Pesci                | 4:38       |